# Modica
Pour les articles homonymes, voir Modica (homonymie).
Modica est une ville italienne de la province de Raguse en Sicile.

## Géographie
La cité est divisée entre une ville haute et une ville basse. 

## Histoire
En 1255, le château de Modica est donné par le pape Alexandre IV, opposant au roi Manfred Ier de Sicile, à Roger Fimetta.
Le comté de Modica est donné à Manfred Chiaromonte par le roi Frédéric II de Sicile. Andrea Chiaramonte est exécuté par Martin Ier de Sicile qui l'attribue au Catalan Bernat de Cabrera pour avoir financé son expédition en Sicile. 
Le 15 août 1474, la ville fut le théâtre d'un pogrom anti-juif appelé « Strage dell'Assunta », le massacre de l'Assomption. Le soir de l'Assomption, 360 juifs furent massacrés dans le quartier juif de la ville (la Giudecca), sous les encouragements de prédicateurs catholiques,.
Partiellement touchée par le séisme du 11 janvier 1693, la ville est reconstruite avec des bâtiments baroques qui lui vaut un classement au Patrimoine mondial par l'UNESCO avec sept autres villes du Val di Noto.
Lorsque les Traités d'Utrecht en 1713 font passer la couronne de Sicile du roi d'Espagne au duc de Savoie, le comté de Modica reste possession ibérique, fiscalement et politiquement autonome du reste de l'île. 
En 1804, le secrétaire d’État John Acton reçoit le duché de Modica en compensation de son retrait des affaires publiques à la demande des Français.

## Monuments
- Cathédrale San Giorgio, de style baroque sicilien, placée au sommet d'un escalier panoramique et construite de 1702 à 1738 sous la direction de l'architecte Rosario Gagliardi. La façade est divisée en cinq sections séparées par des colonnes ; la partie centrale a une forme convexe. Le dernier étage du clocher date de 1842. L'intérieur, en forme de croix latine, abrite entre autres œuvres d'art un polyptyque de Bernardino Nigro (fin du XVIe siècle) et une Assomption de Filippo Paladini (1610). La décoration intérieure a été rénovée dans les années 1900.
- Église San Pietro, construite de 1695 à 1750 sous la direction de Rosario Boscarino et Mario Spata.

- École publique construite dans les années 1700. Elle est particulière car elle possède un court de tennis à l'intérieur. C'est une école publique comme la majorité des écoles italiennes.

## Administration
| Période                                  | Période      | Identité               | Étiquette     | Qualité |
| ---------------------------------------- | ------------ | ---------------------- | ------------- | ------- |
| 28 mai 2002                              | 17 mars 2009 | Pietro Torchi Lucifora | Centro-Destra |         |
| 17 mars 2009                             | En cours     | Antonello Buscema      | Centre-Gauche |         |
| Les données manquantes sont à compléter. |              |                        |               |         |

### Hameaux
Frigintini, Marina di Modica

### Communes limitrophes
| Raguse      | Giarratana (RG) | Buscemi (SR), Palazzolo Acréide (SR) |
|             | Modica          | Noto (SR), Rosolini (SR)             |
| Scicli (RG) | Pozzallo (RG)   | Ispica (RG)                          |

## Galerie

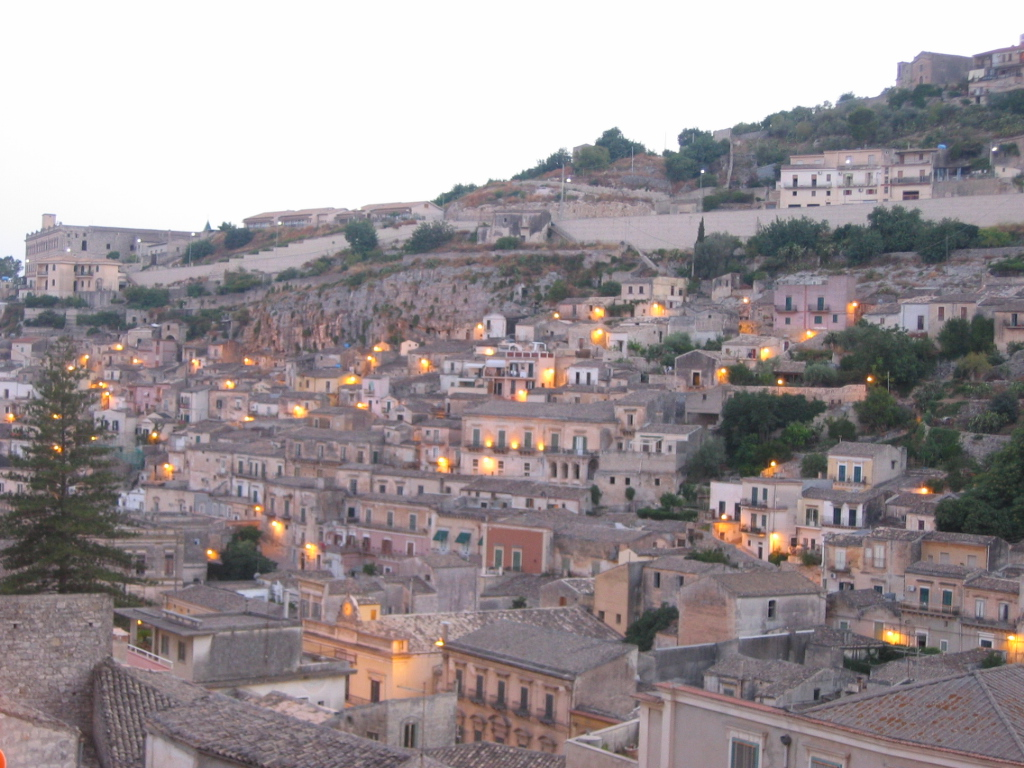
Vue générale
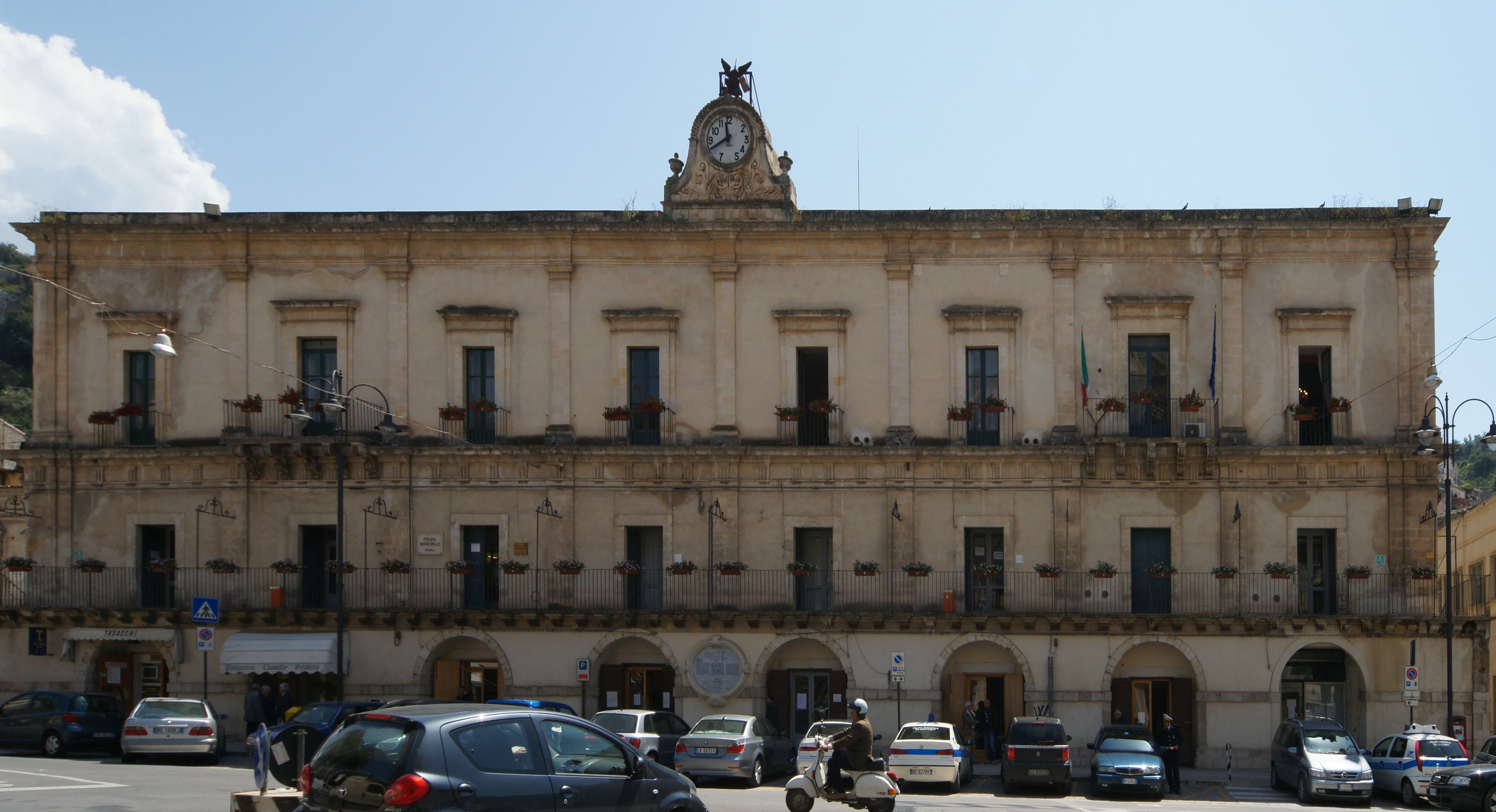
Palazzo Municipale
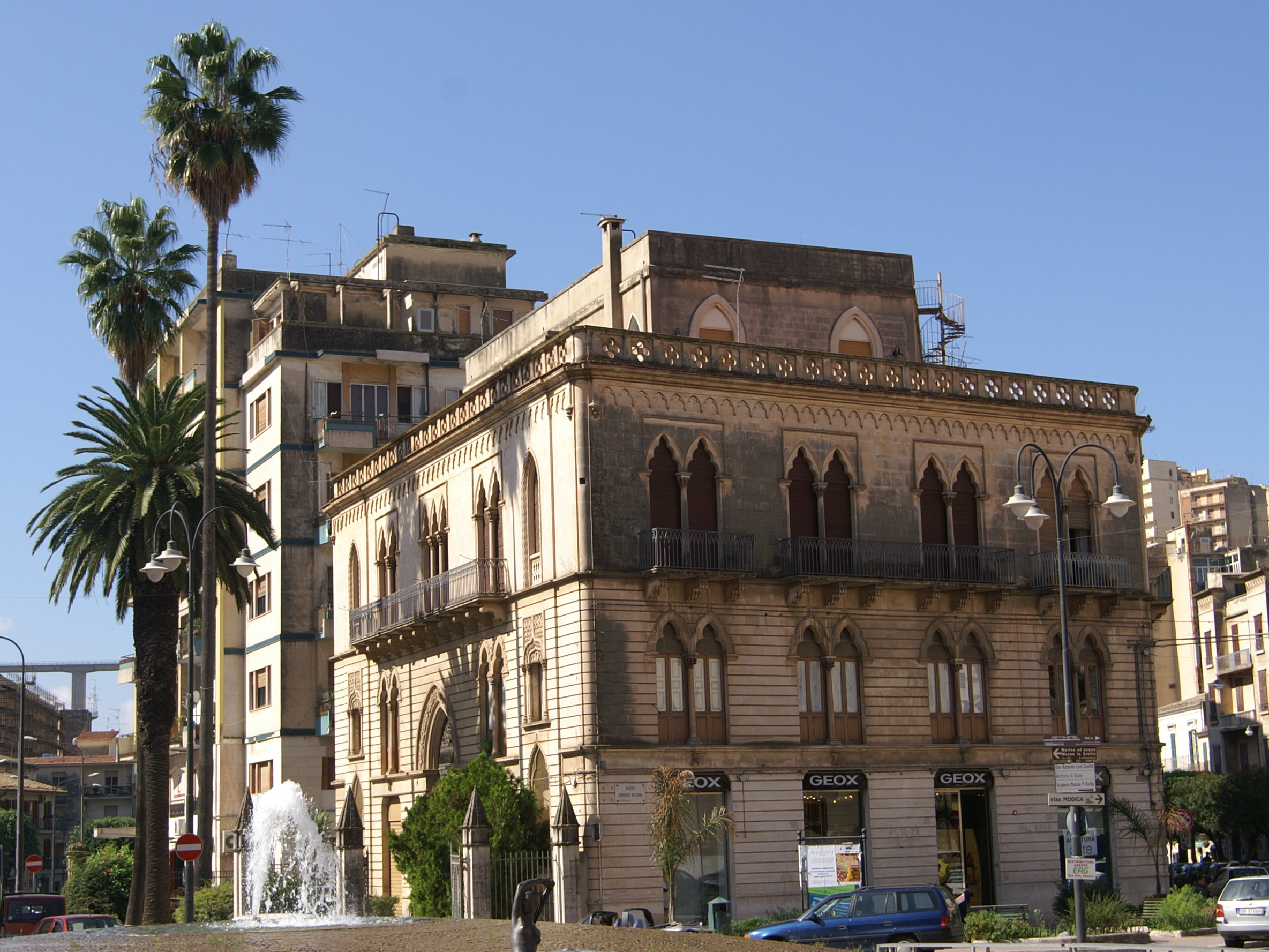
Piazza Buozzi
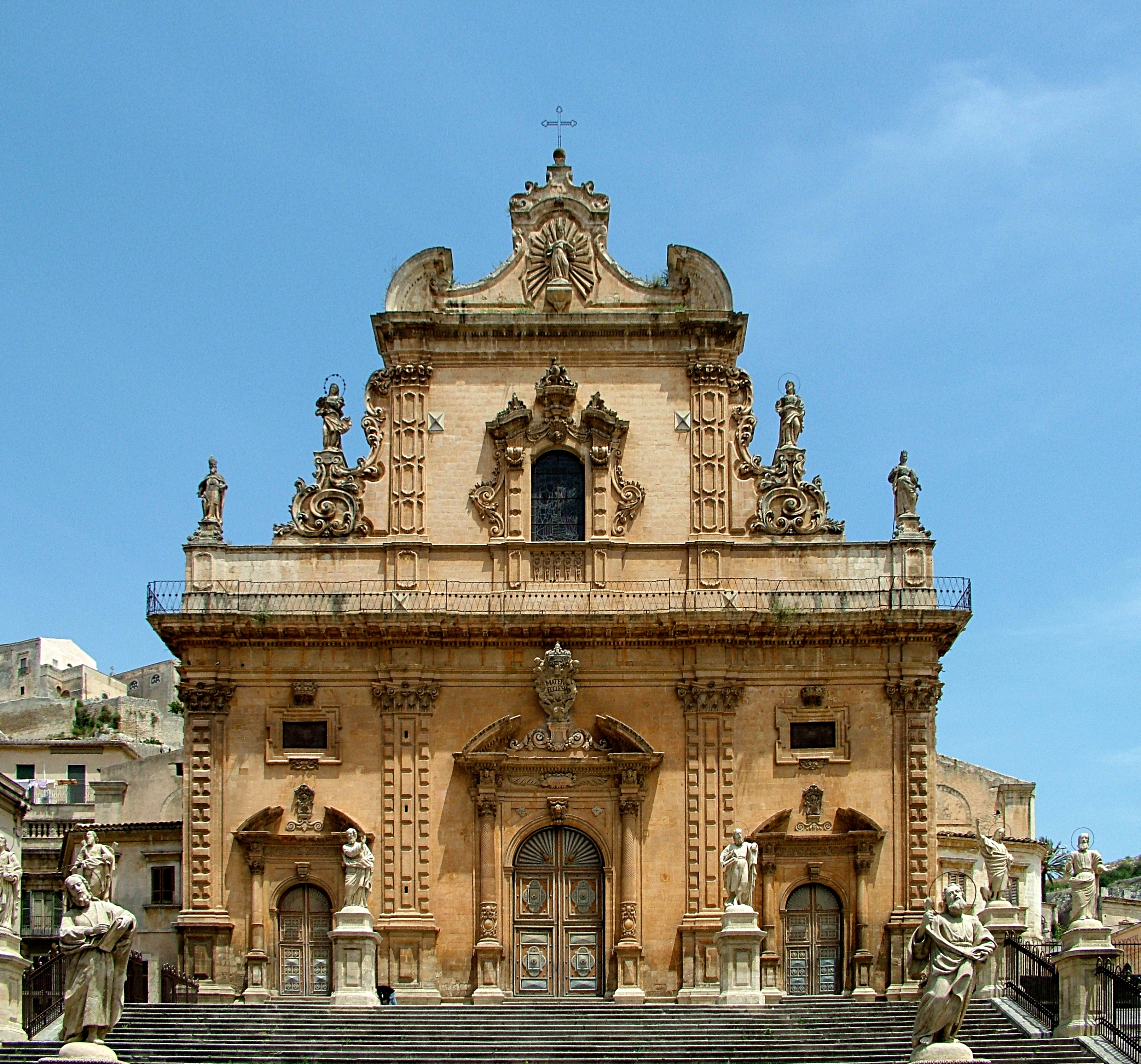
Eglise San Pietro
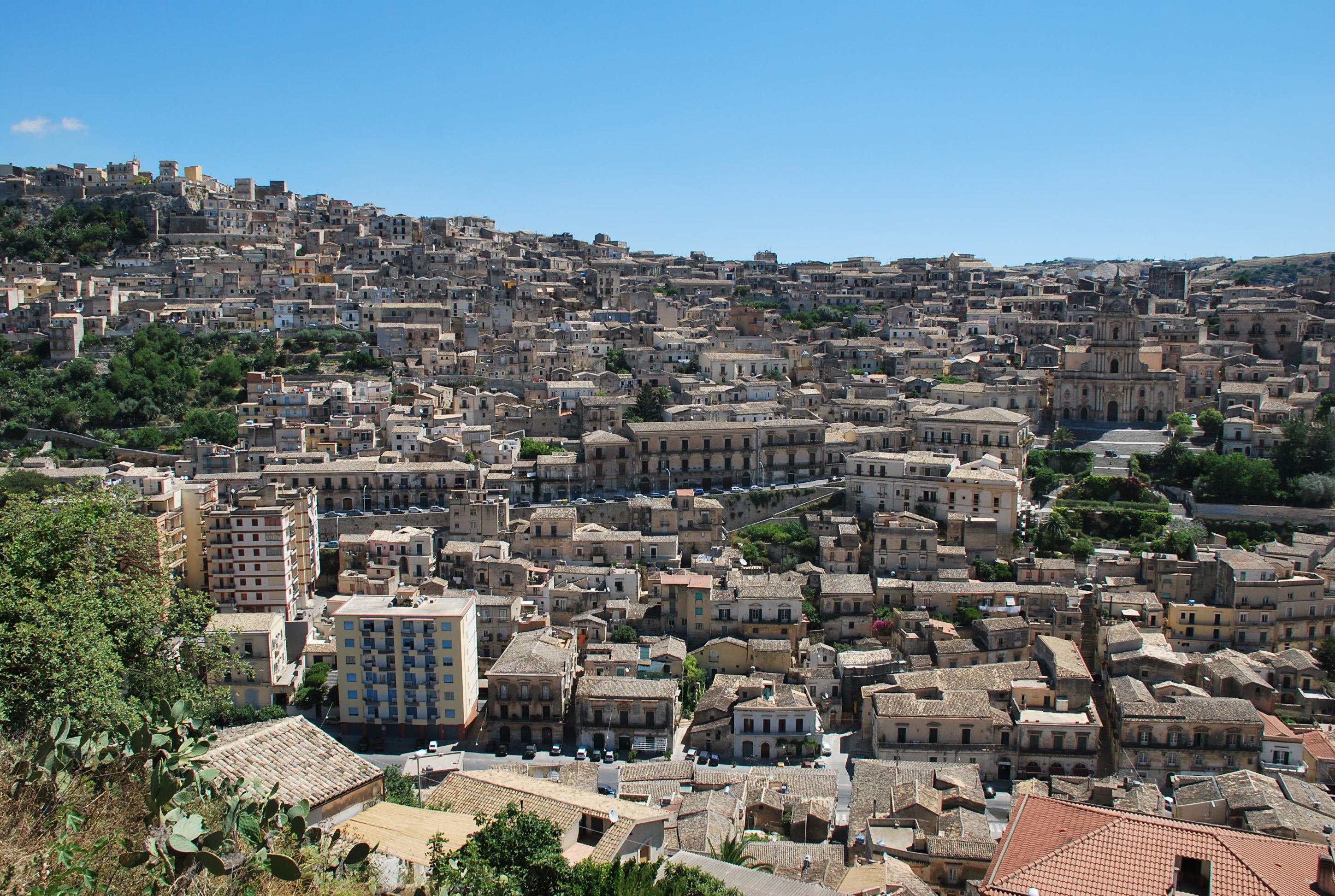
Panorama
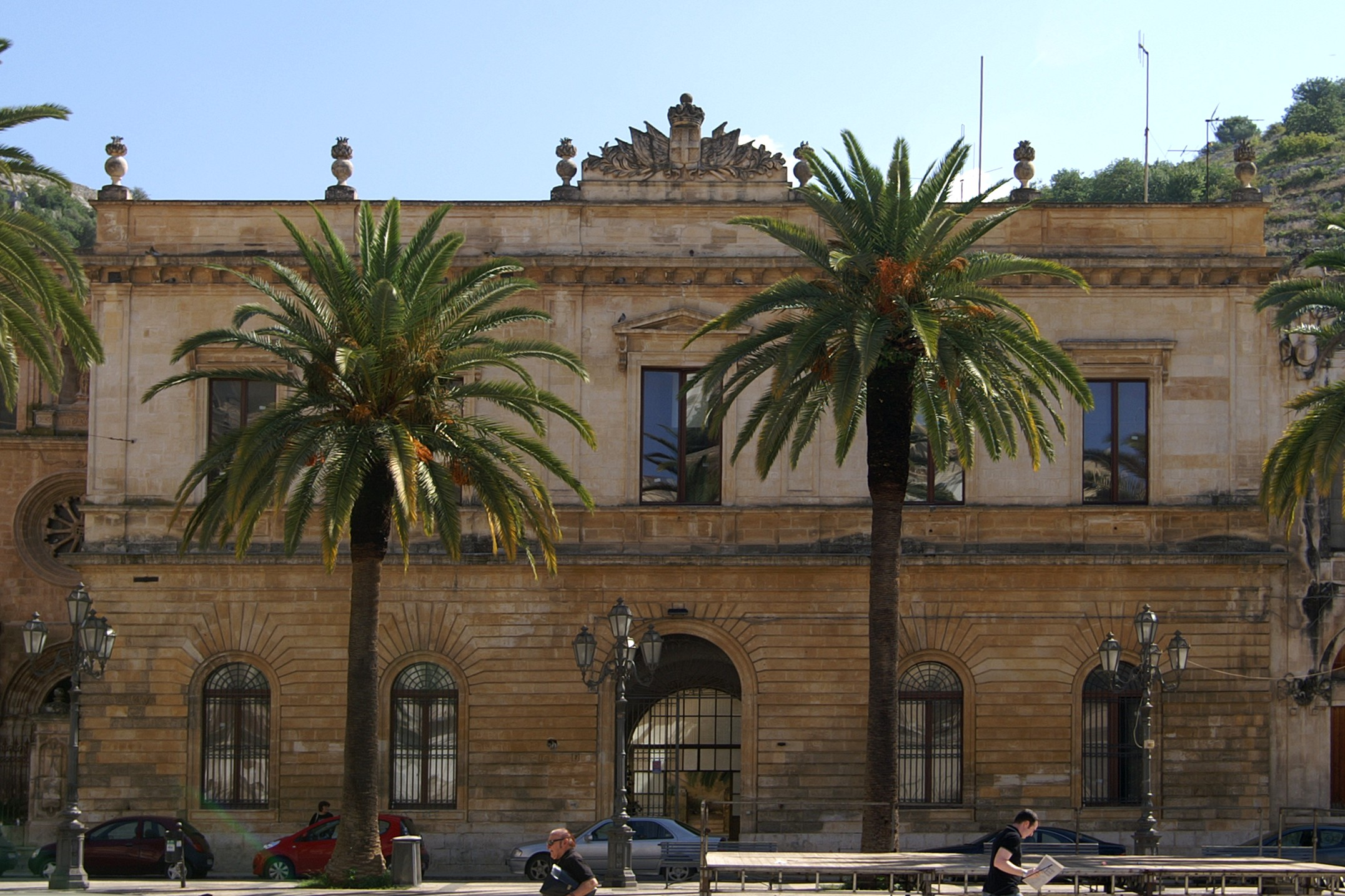
Convento del Carmino
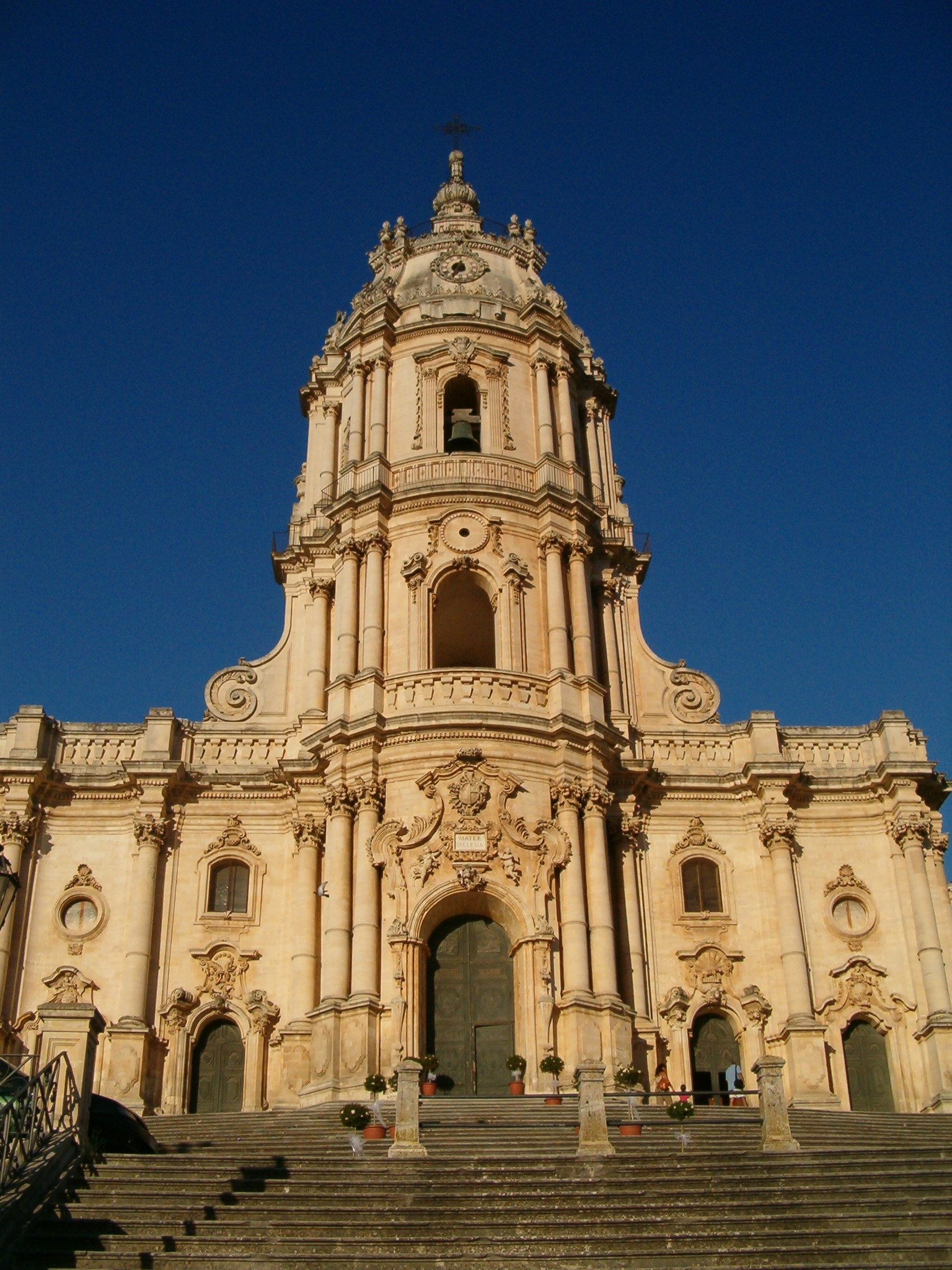
Cathédrale San Giorgio.

## Personnalités liées à la commune
- Pietro Floridia (1860-1932), compositeur italien.